# Braunsapis clarissima
Braunsapis clarissima là một loài Hymenoptera trong họ Apidae. Loài này được Cockerell mô tả khoa học năm 1929.